# 1780 у літературі

## Події
- Ухвалено постанову Сейму Речі Посполитої про надання Бібліотеці Залуських права на отримання обов'язкового примірника всіх творів, що друкуються в країні.

## Книги

### Поезія
- «Оберон» — поема Христофа Мартіна Віланда.

## Народились
- 1 червня — Карл фон Клаузевіц, прусський генерал, військовий реформатор та військовий теоретик, автор книги «Про Війну».
- 26 грудня — Мері Сомервілль, шотландська популяризаторка науки і ерудитка, спеціалістка в галузі математики й астрономії.

## Померли
- 14 лютого — Вільям Блекстон, англійський юрист та історик права.
- 17 лютого — Андреас Фелікс фон Ефель, німецький історик, придворний бібліотекар і секретар принца Баварії Клеменса Франца.